# Прво убиство (филм из 2017)
Прво убиство (енгл. First Kill) амерички је акциони филм из 2017. године, редитеља Стивена С. Милера и сценаристе Ника Гордона. Главне улоге глуме Хејден Кристенсен и Брус Вилис.

## Радња
Да би се поново зближио са сином, берзански брокер Вил одлази са породицом у своје родно место, на одмор. По доласку, среће породичног пријатеља, Марвина, шефа полиције. Марвин упозорава Вила да буду опрезни, јер се недавно десила пљачка банке. Вил са сином одлази у лов. Отац и син сведоче свађи и пуцњави између двојице мушкараца, од којих један бива рањен. Вил рањеног човека одводи кући, где му Вилова жена, која је хирург, помаже да се опорави. Након што се опорави, овај човек узима Виловог сина као таоца и тражи од Вила да му помогне да се домогне новца украденог приликом пљачке банке. Вил ће морати да учини све да спасе сина.

## Улоге
| Глумац            | Улога               |
| ----------------- | ------------------- |
| Хејден Кристенсен | Вилијам „Вил” Биман |
| Брус Вилис        | Марвин Хауел        |
| Тај Шелтон        | Дени Биман          |
| Гетин Ентони      | Леви Барет          |
| Меган Леонард     | Лора Биман          |
| Тајлер Џон Олсон  | Том Дејвис          |
| Џеси Прует        | полицајац Дејвис    |
| Ши Бакнер         | Чарли Стечел        |
| Меги Авила        | Адел Фантион        |
| Крис Р. Мос       | полицајац Кокс      |
| Челси Ми          | Тами                |
| Деб Џ. Гирдлер    | тетка Доти          |
| Кристин Дај       | Мејбел Фантион      |